# Behændighedsøvelser i Skolen
Behændighedsøvelser i Skolen er en dokumentarfilm fra 1937 instrueret af I. Ottar efter manuskript af Axel Ørsted.

## Handling
En lang række legemsøvelser demonstreres. Alle øvelser vises på forskellige indøvelsestrin. Bevægelsen i øvelserne er hyppigt ilustreret ved optagelser med tidsforlængelse.